# Mella Waldstein
Mella Waldstein (* 1964, Paříž, Francie) je rakouská žurnalistka a publicistka.
Prvních 5 let života žila ve Francii, poté se přestěhovala na zámek Karlslust. Po ukončení zemědělského studia začala pracovat jako žurnalistka ve Vídni pro nakladatelství Kurier.
Mimo to vydávala s Wilhelmem Christianem Erasmusem z příhraničního impulzního centra (GIZ) Thayatal dvoujazyčný časopis „Fenster/Okno“. Tento časopis vycházel v letech 2002 a 2003.

## Rodina
Jejím adoptivním otcem je Clemens Waldstein, matkou Josepha Habsburg, prababičkou Marie Valerie Habsbursko-Lotrinská. Mella Waldstein je tedy přímým potomkem (prapravnučkou) císaře Františka Josefa I. a Alžběty Bavorské (zvané Sissi).
Je vdaná a s manželem má 2 děti. Ráda vaří a má v pronájmu restauraci v Drosendorfu nedaleko českých hranic a obce Vratěnín.